# Красная Горка (Беломорский район)
Красная Горка — посёлок в составе Летнереченского сельского поселения Беломорского района Республики Карелия.

## Общие сведения
Расположен на берегу реки Тунгуда.
Согласно постановлению Президиума Верховного Совета РСФСР от 19 сентября 1939 г. деревня Голодная Варака Тунгудского района была переименована в деревню Красная Горка.

## Население
| 2002 | 2010 | 2013 |
| ---- | ---- | ---- |
| 1    | ↘0   | →0   |